# Герб Дюртюли
Герб города Дюртюли — опознавательно-правовой знак, составленный и употребляемый в соответствии с правилами геральдики, являющийся основным официальным символом местного самоуправления города Дюртюли.
Муниципальный герб утверждён Решением Совета городского поселения город Дюртюли муниципального района Дюртюлинский район № 80 от 30 ноября 2006 года.

## Описание герба
В зеленом поле с пониженной черной оконечностью, отделенной голубым, волнисто выщербленным и окантованным серебром поясом, раскрытая золотая ладонь, держащая золотую головку колоса и серебряный шар с горящим золотым факелом.

## История
5 декабря 1999 года решением собрания депутатов города Дюртюли был утверждён муниципальный герб города и Положение о гербе. Автор герба — Ф.Галлямов.
В зеленом щите изображены четыре золотых колоса, черное основание разделено пятью гребнями волн синего цвета, окаймленными серебром.
.
Герб городского поселения город Дюртюли утверждён Решением Совета городского поселения город Дюртюли муниципального района Дюртюлинский район № 80 от 30 ноября 2006 года.